# عليزا بن نون

عليزا بن نون (بالعبرية: עליזה בן-נון‏) أو أليزا بن نون ديبلوماسية، وسفيرة لدولة إسرائيل في فرنسا و موناكو منذ 2015.

## السيرة الذاتية
ولدت في عام 1962 في ترانسيلفانيا في رومانيا وعندما أصبح عمرها سبع سنوات هاجرت أسرتها إلى إسرائيل وعاشت في نهاريا في شمال فلسطين / إسرائيل.
بين أعوام 1981 و 1986 درست في الجامعة العبرية بالقدس وحصلت على شهادة في اللغة الفرنسية والعلاقات الدولية.